# Saint-Louis-du-Sud
Saint-Louis-du-Sud (Haïtiaans-Creools: Sen Lwi disid) is een stad en gemeente in Haïti met 65.000 inwoners. De plaats ligt op het schiereiland Tiburon, 11 km ten noordoosten van de stad Les Cayes. De gemeente maakt deel uit van het arrondissement Aquin in het departement Sud.
Er wordt koffie, fruit en suikerriet verbouwd. Ook is er een vissershaven.

## Indeling
De gemeente bestaat uit de volgende sections communales:
| Nr. | Naam           | Km²   | Inw.2015 |
| --- | -------------- | ----- | -------- |
| 1   | Grand Fonds    | 21,65 | 2.796    |
| 2   | Baie Dumesle   | 29,60 | 16.640   |
| 3   | Grenodière     | 24,89 | 12.608   |
| 4   | Zanglais       | 26,09 | 8.820    |
| 5   | Sucrerie Henri | 15,83 | 5.131    |
| 6   | Solon          | 21,36 | 8.133    |
| 7   | Cherette       | 23.62 | 5.614    |
| 8   | Corail-Henri   | 22,67 | 5.182    |